# 里考爾特市

里考爾特市（西班牙語：Municipio Ricaurte），是委內瑞拉的一個市，位於該國西部科赫德斯州，首府設於利伯塔德，面積977平方公里，人口10,663，人口密度為每平方公里0.01人。